# Флавий (епископ Реймса)
Флавий (лат. Flavius; умер 30 августа 536) — епископ Реймса (535—536).

## Биография
Основным историческим источником о жизни Флавия является «История Реймсской церкви» Флодоарда.
Происхождение Флавия неизвестно. В сентябре 535 года он был избран новым главой Реймсской епархии, став на кафедре преемником скончавшегося епископа Романа.
8 ноября 535 года Флавий участвовал в прошедшем в Клермоне поместном соборе иерархов Франкского государства. Это собрание, на котором председательствовал архиепископ Буржа Гонорат, приняло шестнадцать канонов об укреплении церковной дисциплины и взаимоотношению церкви и светских властей.
Епископ Флавий скоропостижно скончался 30 августа 536 года, не пробыв на кафедре и года. Его похоронили около алтаря кафедрального собора Реймса. Новым главой епархии был избран Мапин.